# Hasodima elegans
Hasodima elegans là một loài bướm đêm trong họ Geometridae.